# Chondrocladia lampadiglobus
Chondrocladia lampadiglobus — вид губок родини Cladorhizidae. Описаний у 2005 році.

## Поширення
Вид поширений на півдні Тихого океану в районі Східно-Тихоокеанського хребта, біля острова Пасхи та чилійського узбережжя. У цих районах губка переважно живе на вулканічних поверхнях на глибині від 2600 до 3000 метрів, але тримається подалі від багатих на види вулканічно активних зон.

## Опис
Губка розміщена на тонкому стеблі заввишки до 25 см. До дна стебло прикріплене довгими ризоїдами, завдовжки до 50 см. Тіло циліндричної форми завдовжки до 6 см. З нього радіально виходить 10-20 променів. Промені сягають до 5 см завдовжки, діаметром 2-4 мм, і кожен з них має на своєму кінці прозору сферичну структуру, яка несе сперматофори.
Вся поверхня губки покрита подовженими склеритами, які найчастіше знаходяться на тілі і рідше на стеблі. Вони складаються з криволінійного валу з шістьма гострими крилами в кожному і вирізом на кінці. Склерити служать губці для полювання на дрібних ракоподібних.